# Õ
Õ, õ (о-тильда) — одна з літер розширеної латинки.

## Вживання

### Естонська моватавиру
В естонській мові Õ — двадцять сьома літера абетки, яка при цьому йде в алфавіті після латинських, але перед умлаутованими Ä, Ö, Ü. Передає неогублений голосний заднього ряду високо-середнього піднесення [ɤ], подібний до болгарського Ъ. При транслітерації естонських слів із буквою õ використовують літеру «и» в українській мові[джерело?] та «ы» в російській. До початку 19 сторіччя для запису цього звуку використовувалася Ö. Близько 1820 р. õ для запису в естонській став використовувати Отто Вільгельм Мазінг. Приклади: Кõver — Кивер, Võru — місто Виру, õlu — пиво, õli — масло, õigus — правда, hõõrumine — тертя тощо.
У мові виру звукове значення літери аналогічне.

### Португальська мова
У португальській мові символом Õ позначається назалізований огублений голосний заднього ряду високо-середнього піднесення, що має позначення [õ] в МФА. Окремою літерою португальської абетки не вважається.

### В'єтнамська мова
Буква õ позначає звук [о] з нисхідно-висхідним тоном, який в МФА зображається як [o̰]. На основі цієї букви з'явилися також ускладнені варіанти
Ỗ/ỗ («О» з амперсандом і тильдою) та Ỡ/ỡ («О» з апострофом і тильдою).

## Проблеми кодування
Через плутанину з кодуванням символів літера також з'являється у некоректно відображуваних сторінках угорською замість Ő/ő (літера O з подвійним акутом). Причиною цього є спільні кодові позиції літер у системах ISO 8859-1 та 8859-2, а також у Windows-1252 та Windows-1250, якщо кодова сторінка встановлена неправильно. Õ не належить до угорської абетки.

## Кодування
| Графема | HTML     | Юнікод | TeX      |
| ------- | -------- | ------ | -------- |
| Õ       | &Otilde; | U+00D5 | \tilde O |
| õ       | &otilde; | U+00F5 | \tilde o |